# Bloqueo de publicidad

Número mensual de usuarios de bloqueadores de anuncios estimado por PageFair.

El bloqueo de publicidad (también llamado: filtrado de publicidad y/o bloqueo de anuncios) es la eliminación o alteración de contenido publicitario de una página web. La publicidad puede existir en una variedad de formas que incluyen fotos, animaciones, audio, vídeo, texto y ventanas emergentes. Algunas publicidades inician de forma autónoma la reproducción de audio y vídeo. Todos los navegadores ofrecen mecanismos para gestionar la inclusión de publicidad en las páginas.

## Beneficios
Para los usuarios, los beneficios del bloqueo de publicidad incluyen el aumento en la velocidad de carga de contenidos, reducción del desperdicio de recursos (ancho de banda, capacidad de cálculo, etc.), y beneficios de privacidad al excluirse los sistemas de creación y seguimiento de perfiles de usuarios de la web. Al bloquear anuncios también se pueden realizar ahorros de energía.
Los usuarios de dispositivos móviles y, más generalmente, los usuarios que pagan el acceso a Internet en función de su consumo, pueden reducir su factura de transmisión de datos al bloquear la publicidad.

## Popularidad
El uso de bloqueadores de publicidad creció en 41% en todo el mundo entre 2014 y 2015.

## Consecuencias económicas para los negocios en línea
Algunos proveedores de contenido han argumentado que el uso extendido de bloqueadores de publicidad se traduce en una reducción de las ganancias de sitios web que se mantienen gracias a la publicidad. Sin embargo, otros estudios relacionan el uso de bloqueadores de publicidad con la mala calidad y poca pertinencia de los anuncios incluidos. Como ejemplo, las publicidades en revistas impresas de modas están algunas veces tan bien integradas con los contenidos que puede resultar difícil diferenciar anuncios de contenidos a primera vista. Al contrario, los anuncios en las páginas web suelen parecerse más a las publicidades de media noche pasadas en televisión.